# Evangeliario di Lindau

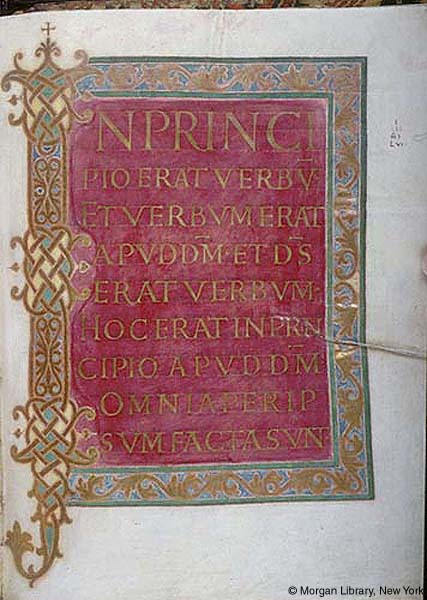
Folio 168r, con il Prologo del Vangelo di Giovanni

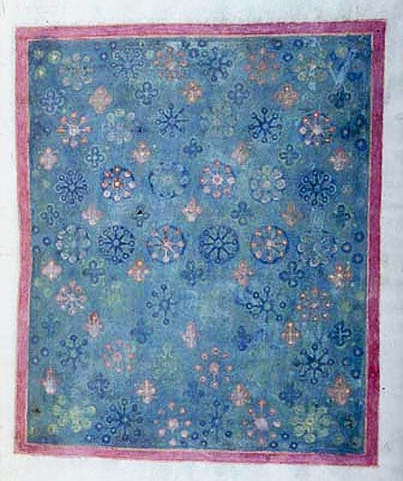
Folio 12r, imitazione di tessuto

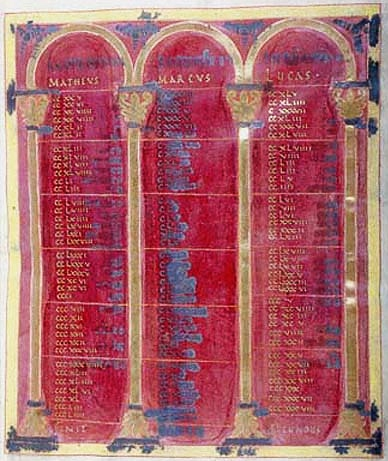
Folio 8r, one of the Canoni eusebiani

L'Evangeliario di Lindau è un manoscritto miniato conservato presso la Morgan Library di New York, importante per il suo testo miniato ma ancor più per le sue preziose legature o copertine metalliche, di epoche diverse. L'elemento più antico del libro è l'attuale quarta di copertina, che fu probabilmente prodotta alla fine dell'VIII secolo nell'odierna Austria nel contesto di insediamenti missionari provenienti dalla Gran Bretagna o dall'Irlanda, poiché lo stile è quello dell'arte insulare delle isole britanniche. La prima copertina è un'opera tardo-carolingia dell'880 circa, mentre il testo dell'Evangeliario è stato scritto e decorato nell'Abbazia di San Gallo intorno allo stesso periodo, o poco più tardi.
Per J.P. Morgan, che acquistò il libro nel 1901, fu il primo importante acquisto di un manoscritto medievale e determinò la tendenza che avrebbe caratterizzato gran parte del suo collezionismo successivo.

## Copertine
La copertina posteriore o quarta di copertina è più antica del testo e presumibilmente fu aggiunta da un altro libro, forse all'epoca in cui il testo fu scritto. Si tratta dell'unico esempio sostanzialmente intatto di copertina metallica insulare molto antica che sia giunto fino a noi, anche se sappiamo da varie fonti che erano presenti in altre opere famose come il Libro di Kells e i Vangeli di Lindisfarne.
Il disegno è incentrato su una croce pattée, cioè una croce con elementi curvilinei e sporgenti. Gli spazi tra i bracci della croce sono riempiti da un intreccio intagliato a scheggia che comprende animali a forma di serpente e una borchia centrale con incastonata una gemma. Ogni braccio della croce presenta una figura di Cristo con un'aureola cruciforme. Ciò che distingue la copertina dai pochi altri pezzi di oreficeria insulare sopravvissuti, è l'ampio uso dello smalto che si pensa possa essere stato appreso in Italia settentrionale. Alcuni degli smalti sono in stile di smalto cloisonné che si trova solo qui e nelle placche del Cofanetto di Agata di Oviedo. Le decorazioni rappresentano "uccelli dalle zampe lunghe e dai colori vivaci" incastonati e circondati dal fondo d'oro liscio, in contrapposizione alla normale tecnica champlevé dello smalto pieno in cui l'intera superficie di una sezione della placca è ricoperta da smalto.
Il libro originale ricoperto era leggermente più piccolo e parte dei bordi, che non combaciavano tra loro, sono stati integrati per adattarlo alle nuove dimensioni. All'interno dei bordi sono presenti, agli angoli, quattro placche raffiguranti i quattro evangelisti con i loro simboli, aggiunte nel XVI secolo. Intorno al topazio centrale si trovano quattro monogrammi: "IHS, XPS, DNS, NOS" (Gesù Cristo Nostro Signore).

## Copertina frontale
La copertina frontale è riccamente tempestata di grandi gemme e utilizza la tecnica a sbalzo. La composizione è incentrata su una croce ma in questo caso si tratta di un'intera scena di crocifissione con una figura di Gesù in croce e altre immagini molto più piccole della Vergine Maria e di Giovanni Evangelista. Ciascuna di queste figure si trova in uno scomparto sotto i bracci della croce, in coppia con figure femminili iconograficamente insolite; gli scomparti corrispondenti sopra i bracci contengono ciascuno due angeli. Le identificazioni di queste figure inferiori variano: la Morgan Library le descrive come luttuose anonime, "due figure femminili scomposte che si pensa siano personificazioni di anime cristiane che salutano il loro Redentore", come recita la nota della loro scheda, ma Peter Lasko le definisce invece "la figura curiosamente duplicata di Santa Maria Maddalena".  Per Needham sono Maria Maddalena e Maria Cleofa. Tutte e otto le figure sono rappresentate accovacciate o di lato, o in bilico orizzontale nel caso degli angeli, sopra e sotto gruppi di gemme.
Sol e Luna, personificazioni del sole e della luna, occupano la parte superiore dell'asta della croce, caratteristica comune nelle scene della Crocifissione del periodo, anche se insolitamente qui sono mostrati sull'asta della croce stessa, sopra Cristo e con Luna sopra Sol. Più comunemente si trovano ai lati dell'asta della croce o alle estremità dei bracci. Inoltre, Sol qui manca dei suoi tipici raggi, suggerendo che sia rappresentata un'eclissi, come narrato nei Vangeli. Il bordo contiene la maggior parte dei gioielli inseriti in tipiche composizioni di motivi vegetali carolingi che sono eseguiti con uno stile eccezionalmente raffinato..
La copertina del Codice Aureo di Sant'Emmeram, che può essere datata con precisione nell'870, è stata probabilmente creata nella stessa bottega, nonostante si possano riscontrare differenze di stile. Questa bottega è associata all'Imperatore del Sacro Romano Impero, Carlo II (il Calvo), e spesso viene chiamata la sua "Scuola di Palazzo". La sua ubicazione, ammesso che avesse una sede fissa, rimane incerta e molto discussa, ma l'Abbazia di Saint-Denis, fuori Parigi, è una delle possibilità più accreditate. Il Ciborio di Arnulf , ora custodito alla Residenz di Monaco di Baviera, è la terza opera importante del gruppo, insieme alla cornice di un antico piatto in serpentino del Louvre.

## Testo e miniature
Il testo è costituito dai "Quattro Vangeli preceduti dall'Epistola di S. Girolamo: Ad Damasum, Tavole del Canone e Prefazioni, seguite da un Capitolare", scritto e miniato con minuscola carolingia "non particolarmente elegante".
I bordi sono variazioni grandiose ed eleganti di motivi fogliacei classici e le grandi iniziali riflettono lo sviluppo carolingio di motivi insulari come l'intreccio all'interno di uno stile essenzialmente classico. Le miniature, a differenza delle copertine, sono completamente prive di figure umane.Le pagine che imitano i tessuti possono avere il significato di "emulare un sudario o una copertura tessile", come quelli usati per avvolgere le reliquie. Pagine simili si trovano nel Codice Aureo Ottoniano di Echternach. In modo analogo, le pagine a tappeto potrebbero essere state considerate una forma di copertura interna.
Le principali pagine decorate sono:
- f5r e 12r: Due pagine che imitano tessuti, con motivi diversi (come carte finali sono utilizzate vere sete orientali del IX e X secolo)
- f6r - 11v: Tavole canoniche, su pergamena tinta di porpora, con caratteri in oro e argento (fortemente ossidato), con contorni ad arco in oro e argento.
- f13v e 14r: Incipit di Matteo su porpora con croce e decorazioni, e iniziale "L" a piena pagina per lo più in verde con altre lettere in scrittura romana dorata su sfondo porpora.
- f71v e 72r: Incipit di Marco, con lettere romane dorate su sfondo viola, e su 72r una grande iniziale "I" decorata sul lato sinistro della pagina.
- f111v e 112r: Incipit di Luca, simile, con iniziale "F" a piena pagina.
- f167v e 168r: Incipit di Giovanni, simile, con iniziale "I" sul lato sinistro di 168r.

## Storia
Non si può dire con certezza quando, dove e come si siano riuniti i tre elementi principali del libro nel suo stato attuale. Il testo potrebbe essere l'Evangeliario commissionato da Hartmut, abate di San Gallo, tra l'872-883, datazione plausibile per il testo. Si legge che questo libro era "decorato con oro, argento e pietre preziose". Nel 1545 si diceva che questi vangeli si trovassero ancora nella biblioteca dell'abbazia di San Gallo, poco prima che la biblioteca venisse attaccata dai calvinisti e che parte del contenuto venisse distrutto o disperso.
Il manoscritto è attestato per la prima volta con certezza nel 1691 quando ne fornisce una descrizione un visitatore di un convento aristocratico sull'isola di Reichenau, sul versante bavarese del Lago di Costanza, fondato molto tempo dopo la creazione del libro. Sul dorso in pelle del libro è impressa la data 1594, ma non è assolutamente certo dove il libro si trovasse quando fu rilegato, né si può escludere del tutto che l'attuale combinazione di testo e copertina risalga solo a questo periodo. Paul Needham osserva che, mentre la copertina superiore proviene dalla bottega imperiale ed è nello stile più grandioso e lussuoso dell'epoca, il testo, pur essendo riccamente miniato, non sembra essere all'altezza della copertina in quanto a ricchezza, e non è nemmeno il testo più riccamente decorato creato a San Gallo durante questo periodo. La copertina sembra inoltre essere stata progettata per un libro leggermente più piccolo. Le copertine del tesoro sono relativamente facili da trasferire, poiché sono attaccate solo con piccoli chiodi alle tavole di legno della legatura . D'altra parte, le sezioni aggiuntive che allargano la copertina inferiore sono chiaramente altomedievali.
Nel 1803 il convento fu abolito dallo Stato e i suoi beni furono distribuiti tra le canoniche. Il libro fu donato alla canonichessa Antonietta, baronessa von Enzberg. Dai suoi eredi e da Joseph von Laßberg passò nel 1846, tramite Henry G. Bohn, a Bertram Ashburnham, IV conte di Ashburnham (1797-1878). Le grandi collezioni di Ashburnham furono gradualmente disperse dal figlio e nel 1901 il libro fu acquistato da J.P. Morgan (1867-1943) e successivamente donato alla sua Morgan Library.